# Hugues Kéraly
Pour les articles homonymes, voir Blignières et Famille Le Barbier de Blignières.
Hugues Kéraly, de son vrai nom Hugues-Emmanuel Le Barbier de Blignières, est un journaliste et écrivain catholique français, né le 19 décembre 1947 à Saumur.

## Biographie
Hugues de Blignières, dit Kéraly du nom de sa grand-mère Lalau Kéraly, est le fils aîné du colonel Hervé de Blignières. Il a six frères et sœurs, dont Olivier, fondateur de la Fraternité Saint-Vincent-Ferrier, et Arnaud, membre de la Fraternité sacerdotale Saint-Pierre.
Lauréat du concours général de philosophie en 1967, il fait ses études à la Faco où il enseigne ensuite la philosophie et le français entre 1973 et 1976. Journaliste dans plusieurs titres de droite (Monde et vie, Valeurs actuelles, Le Figaro Magazine), il est rédacteur-en-chef du quotidien Présent, aux côtés de François Brigneau et de Jean Madiran, entre décembre 1981 et janvier 1984.
En mai 1977, il signe un appel demandant l'arrêt de poursuites en cours contre le Groupe union défense (GUD).
De langue maternelle française et espagnole, il réalise de nombreux reportages[Lesquels ?] dans les années 1970 et 1980 sur les révolutions et contre-révolutions latino-américaine : Mexique, Brésil, Argentine, Uruguay, Chili, Cuba, Salvador, Nicaragua, etc.

## Publications

### Livres
- Pour rebâtir l'Université, La Table Ronde, 1969
- Préface à la politique, Nouvelles Éditions latines, 1974[5],[6]
- Lettre ouverte au ministre de l'Éducation sur ma classe de philosophie. Nouvelles Éditions latines, 1976
- Les médias, le monde et nous, Cercle de la Renaissance française, 1977
- Une voix sous nos décombres : Alexandre Soljénitsyne, Cercle de la Renaissance française, 1977
- Garabandal hier et aujourd'hui, Éditions Dominique Martin Morin, 1980
- Enquête sur un organisme au-dessus de tout soupçon, Revue Itinéraires, 1980
- Cinq continents accusent Amnesty International (avec la coll. de Alain Sanders, Jean Nerle, Francis Bergeron), Éditions Dominique Martin Morin 1982
- SOS Nicaragua : voyage au pays du communisme à langage chrétien, Éditions Dominique Martin Morin, 1986
- Les Cristeros, chronique d'une insurrection mexicaine occultée par l'Église et l'État, Éditions Dominique Martin Morin, 1986
- Hugues Capet, album du millénaire, Éditions du Ranelagh, 1987
- Sida : la stratégie du virus, Éditions du Ranelagh, 1987
- Hervé de Blignières – Un combattant dans les tourmentes du siècle, éditions Albin Michel, 1990
- La Clé du Songe, et autres contes inédits, Éditions La Nef, 2005
- La véritable histoire des Cristeros, Éditions de L'Homme nouveau, 2006-2025
- Mes 36 fous de Chrétienté, Éditions Dominique Martin Morin, 2015
- Dix voyages au bout de leur nuit, Éditions Dominique Martin Morin, 2015
- La Conviction du sens. Essais, chroniques et témoignages d'un philosophe chrétien, Éditions de L’Homme Nouveau, mars 2025
- En préparation :Sarah. Portrait de femme avec meurtres (roman), aux éditions Presses de la Délivrance

### Traductions
- Du portugais : La découverte de l’Autre et Le siècle de l’Enfer, de Gustavo Corçâo (éditions Sainte-Madeleine, 1987 et 1994).
- De l’espagnol : Félix de Jésus Rougier, premier apôtre de l’Esprit dans les “Amériques espagnoles”, de Mgr Peñalosa, Edicion de la Cruz, 1997.

## Télévision
Le Galiléen, 52 min., portrait télévisé du pape Jean Paul II, RTL-Télévision et Santa Fe Communications (Los Angeles), mai 1985